# Герберт Ролльваге
Герберт Ролльваге (нім. Herbert Rollwage; 24 вересня 1916 — 4 січня 1980) — німецький пілот-ас, оберлейтенант люфтваффе вермахту, гауптман люфтваффе бундесверу. Кавалер Лицарського хреста Залізного хреста з дубовим листям.

## Біографія
В 1936 році вступив в люфтваффе. Після закінчення льотної школи навесні 1941 року зарахований в 5-у ескадрилью 53-ї винищувальної ескадри. Учасник Німецько-радянської війни. Свою першу перемогу здобув 22 червня 1941 року, збивши радянський бомбардувальник. 27 серпня збив 3 радянські літаки, а до 5 жовтня загальна кількість його перемог досягла 11. В грудні 1941 року переведений на Середземне море. До кінця жовтня 1942 року збив 20 британських літаків, більшість — в районі Мальти. В грудні 1942 року у боях у Тунісі здобув 6 перемог, в травні 1943 року у боях над Сицилією — 10 перемог. 13 червня 1943 року збив свій 40-й літак. 10 липня був тяжко поранений у бою в районі Сан-П'єтро і кілька місяців провів у шпиталі. 22 лютого 1944 року здобув свою 50-ту, а 25 травня — 60-ту перемогу. 10 серпня 1944 року призначений командиром 5-ї ескадрильї своєї ескадри. 25 листопада 1944 року збив свій 70-й літак. 5 грудня 1944 року переведений інструктором в 2-у ескадрилью 106-ї винищувальної ескадри. На початку квітня 1945 року повернувся в 2-у групу 53-ї винищувальної ескадри.
Всього за час бойових дій здійснив 664 бойові вильоти і збив 102 літаки, з них 44 чотиримоторні бомбардувальники В-17 і В-24. Ролльваге посів перше місце за кількістю збитих чотиримоторних бомбардувальників.
В 1956 році вступив у ВПС ФРН. В 1968 році вийшов у відставку.

## Нагороди
- Нагрудний знак пілота
- Залізний хрест
  - 2-го класу (5 липня 1941)
  - 1-го класу (16 вересня 1941)
- Почесний Кубок Люфтваффе (10 серпня 1942)
- Німецький хрест в золоті (12 грудня 1942)
- Лицарський хрест Залізного хреста з дубовим листям
  - лицарський хрест (6 квітня 1944) — за 53 перемоги.
  - дубове листя (№713; 24 січня 1945) — за понад 70 перемог.
- Нагрудний знак «За поранення» в сріблі
- Авіаційна планка винищувача в золоті з підвіскою